# Du poulet
Du poulet est un court métrage français de Tatiana Vialle réalisé en 1994.

## Synopsis
Une femme, rongée par le doute, achète un poulet.

## Fiche technique
Source IMDb
- Réalisation Tatiana Vialle
- Scénario et dialogues : Tatiana Vialle
- Photographie : Bruno Delbonnel
- Musique : Dan Belhassen
- Durée : 5 minutes

## Distribution
Source IMDb
- Jean Carmet
- Aurore Clément

## Distinctions
- Prix du public au festival de Sarlat en 1996.